# Carcedo (Santurio)
Carcedo (en asturiano y oficialmente Carceo) es una entidad de población española de la parroquia de Santurio, perteneciente al municipio de Gijón, en la comunidad autónoma de Asturias.

## Historia
Hacia mediados del siglo XIX, el lugar, ya por entonces perteneciente a Gijón, tenía contabilizada una población de cuarenta habitantes. Aparece descrito en el quinto volumen del Diccionario geográfico-estadístico-histórico de España y sus posesiones de Ultramar de Pascual Madoz con las siguientes palabras:

CARCEDO: l. en la prov. de Oviedo, ayunt. de Gijon y felig. de San Jorge Santurio. (V.). pobl.: 8 vec. y 40 almas.
(Madoz, 1846, p. 547)

En 2024, la entidad singular de población, encuadrada dentro de la entidad colectiva de Santurio, tenía empadronados 91 habitantes.